# Jarkent
Jarkent (en kazakh et en russe : Жаркент) est une ville située dans l'oblys de Jetyssou, au Kazakhstan, et le chef-lieu du district de Panfilov. Sa population s'élevait à 41 127 habitants en 2012.

## Géographie
Elle est située le long de la rivière Usek, à 40 km à l'ouest de la frontière avec la Chine.

### Climat
| Mois                                        | jan.       | fév.       | mars      | avril     | mai       | juin      | jui.      | août      | sep.    | oct.       | nov.       | déc.       | année      |
| ------------------------------------------- | ---------- | ---------- | --------- | --------- | --------- | --------- | --------- | --------- | ------- | ---------- | ---------- | ---------- | ---------- |
| Température minimale moyenne (°C)           | −11,7      | −7,9       | 0,1       | 7         | 11,9      | 16,2      | 17,8      | 16        | 10,9    | 4,7        | −1,9       | −8,4       | 4,6        |
| Température moyenne (°C)                    | −7         | −3,2       | 5,7       | 13,8      | 18,9      | 23        | 24,7      | 23,4      | 18,3    | 11         | 2,7        | −4,2       | 10,6       |
| Température maximale moyenne (°C)           | −0,8       | 2,7        | 12        | 21        | 26,2      | 30,2      | 32,1      | 31,3      | 26,6    | 18,9       | 9,1        | 1,5        | 17,6       |
| Record de froid (°C) date du record         | −40,6 1919 | −42,3 1951 | −28 1951  | −9,4 1966 | −8,7 1931 | 2,1 1980  | 6,1 1952  | 4,9 1996  | −5 1949 | −12,3 1917 | −36,5 1952 | −35,8 1952 | −42,3 1951 |
| Record de chaleur (°C) date du record       | 12,6 1983  | 20 1963    | 29,6 1932 | 35,5 1997 | 39,6 1917 | 40,9 1923 | 42,1 1983 | 41,4 1975 | 39 1998 | 32,3 1985  | 25,2 2017  | 16,6 1989  | 42,1 1983  |
| Précipitations (mm)                         | 12         | 14         | 13        | 22        | 20        | 24        | 23        | 16        | 13      | 16         | 20         | 13         | 206        |
| Record de pluie en 24 h (mm) date du record | 44 1925    | 14 1932    | 18 2010   | 27 2016   | 34 1986   | 38 1942   | 34 1987   | 24 2019   | 28 1998 | 27 1976    | 31 2003    | 17 1921    | 44 1945    |

| Diagramme climatique                                  |           |         |       |            |            |            |        |            |           |           |           |
| J                                                     | F         | M       | A     | M          | J          | J          | A      | S          | O         | N         | D         |
| −0,8−11,712                                           | 2,7−7,914 | 120,113 | 21722 | 26,211,920 | 30,216,224 | 32,117,823 | 31,316 | 26,610,913 | 18,94,716 | 9,1−1,920 | 1,5−8,413 |
| Moyennes : • Temp. maxi et mini °C • Précipitation mm |           |         |       |            |            |            |        |            |           |           |           |

## Histoire
La ville fut fondée en 1882 sous le nom de Djarkent (en russe : Джаркент). De 1942 à 1991, elle fut nommée Panfilov (en russe : Панфилов), d'après le héros soviétique de la Seconde Guerre mondiale, Ivan Panfilov qui mourut en 1941. Après l'indépendance du Kazakhstan, elle fut renommée Jarkent, mais le district dont elle est le chef-lieu a conservé le nom de Panfilov.

## Population
Recensements (*) ou estimations de la population 
| 1959*  | 1970*  | 1979*  | 1989*  | 1999*  | 2009*  |
| ------ | ------ | ------ | ------ | ------ | ------ |
| 12 434 | 19 173 | 23 997 | 31 106 | 32 656 | 32 855 |

## Source
- (en) Cet article est partiellement ou en totalité issu de l’article de Wikipédia en anglais intitulé « Zharkent » (voir la liste des auteurs).